# اتحاد الحزب الوطني للتمكين
اتحاد الحزب الوطني للتمكين, هو أحد الأحزاب الخمس في سانت كيتس ونيفيس, فاز الحزب في الإنخابات التشريعية الأخيرة بنسبة 1.2%, لكن لم يئخذ أي من المقاعد.
أهداف حزب:
- اقتصاد قوي ليضيق الفجوة بين الأغنياء والفقراء ؛
- الاستثمار المجدي في الخدمات الأساسية ؛
- شفاء الانقسام السياسي والاجتماعي، *التركيز المجدي على الإصلاح الدستوري في سانت كيتس ونيفيس الاحتلال مسافة واحدة الاقتصادية داخل بنية اتحادية دائمة فيه جميع الحقوق القائمة من مواطنينا المحمية والمضمونة.